# Paratropus basquinianus
Paratropus basquinianus är en skalbaggsart som beskrevs av Kanaar 1997. Paratropus basquinianus ingår i släktet Paratropus och familjen stumpbaggar. Inga underarter finns listade i Catalogue of Life.